# 蒂氏真鯊
蒂氏真鲨（學名：Carcharhinus tilstoni），為軟骨魚綱板鰓亞綱真鯊目真鲨科的其中一種，澳洲魚類學家吉爾伯特‧珀西‧惠特利 (Gilbert Percy Whitley)在1950年出版的科學期刊《西澳大利亞博物學家》(Western Australian Naturalist)中將其命名為Galeolamna pleurotaenia tilstoni，以紀念北領地埃辛頓港的助理外科醫生理查德·蒂爾斯頓，此模式標本是一尾1.5公尺長的雌鯊，在約瑟夫波拿巴灣的Van Cloon Reef捕獲，後來的學者將Galeolamna 視為真鯊屬的同義詞。分布於澳洲北部海域，深度0至150公尺，本魚體呈紡錘型，鼻子長且尖，鼻孔前緣稍微擴大為低三角形瓣，眼大且圓，具有瞬膜，嘴角的皺紋幾乎不明顯，上顎齒列32-35列，下顎齒列29-31列，每顆上顎齒都有細長、直立的牙尖和細鋸齒，靠近基部變得更粗糙，而下顎齒則更窄且鋸齒更細，五對鰓縫較長，胸鰭長而窄，呈鐮刀狀，尖端尖。背鰭2個，第一背鰭大呈鐮刀形，起於胸鰭基部後部上方或稍後的位置，第二背鰭高度適中，位於臀鰭對面。尾鰭不對稱，具有堅固的下葉和較長的上葉，在尖端附近有腹側切跡，身體上部呈青銅色，下部呈白色，兩側有淺色條紋，有些個體的所有鰭的尖端都是黑色，體長可達200公分，體重可達52公斤，壽命可達12年。棲息在大陸棚，成群活動，屬肉食性，以硬骨魚、小型鯊魚、魟魚、頭足類及甲殼類等為食，胎生，交配期在二月和三月，為具經濟價值的魚類，魚肉和魚鰭可食用，肝臟可製作魚肝油，通常為延繩釣所捕獲。